# Medetera chrysotimiformis
Medetera chrysotimiformis är en tvåvingeart som först beskrevs av Kowarz 1868.  Medetera chrysotimiformis ingår i släktet Medetera och familjen styltflugor. Inga underarter finns listade i Catalogue of Life.